# Jeff Jacobs (Snookerspieler)
Jeff Jacobs (* 20. November 1995) ist ein belgischer Snookerspieler, der 2017 die belgische Snooker-Meisterschaft gewann.

## Karriere
2011 gewann Jacobs die belgische U16-Meisterschaft. Danach nahm er ein paar mal jährlich an Events der Players Tour Championship teil, konnte sich aber nur bei den Bulgarian Open 2014 auch für die Hauptrunde qualifizieren und schied sonst meist früh in der Qualifikation aus. Ähnlich erfolgreich war seine Teilnahme an der Q School 2015, ebenso wenige Jahre zuvor an der EBSA Qualifying Tour und an verschiedenen internationalen Juniorenturnieren. Mittlerweile hatte er bei der belgischen U21-Meisterschaft insgesamt drei Meistertitel gewonnen. Nachdem er 2016 seinen letzten Titel gewonnen hatte, erreichte er das Halbfinale der belgischen Herren-Meisterschaft und zusätzlich das Achtelfinale der Europameisterschaft, was beides Achtungserfolge für den jungen Belgier waren. Hinzu kam in der zweiten Jahreshälfte unter anderem eine Teilnahme an der Runde der letzten 32 der Amateurweltmeisterschaft.
Anfang 2017 feierte Jacobs dann mit dem belgischen Meistertitel den größten Erfolg seiner Karriere. Kurz danach vertrat er zusammen mit Profispieler Luca Brecel Belgien beim World Cup 2017. Bei den anschließenden Teilnahmen an internationalen Turnieren konnte er aber nicht mehr an seine Erfolge anschließen. 2018 misslang ihm die Titelverteidigung in Belgien durch eine Halbfinalniederlage, ein Jahr später schied er im Viertelfinale aus. Des Weiteren spielt Jacobs seit 2017 beim SC 147 Essen in der deutschen 1. Bundesliga Snooker.

## Erfolge
| Ausgang         | Jahr | Turnier                         | Finalgegner       | Ergebnis |
| --------------- | ---- | ------------------------------- | ----------------- | -------- |
| Amateurturniere |      |                                 |                   |          |
| Sieger          | 2011 | Belgische U16-Meisterschaft     | Michael Hulsbosch | 4:3      |
| Sieger          | 2013 | Belgische U21-Meisterschaft     | David Corens      | 6:1      |
| Sieger          | 2014 | Belgische U21-Meisterschaft     | Jan Corten        | 6:3      |
| Sieger          | 2016 | Belgische U21-Meisterschaft     | Kobe Vanoppen     | 6:5      |
| Sieger          | 2017 | Belgische Snooker-Meisterschaft | Kevin Van Hove    | 7:4      |